# Innere Dobrudschanische Revolutionäre Organisation

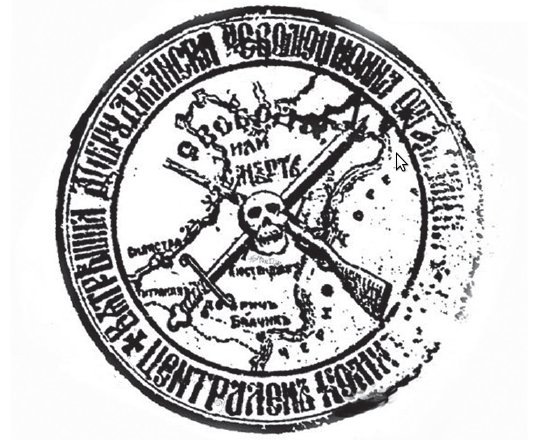
Stempel der IDRO

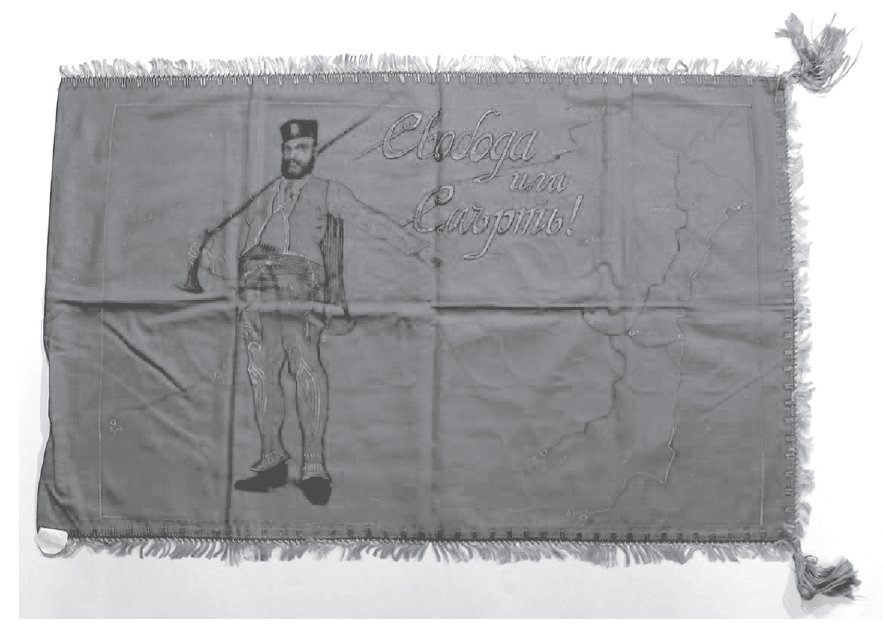
Flagge der IDRO

Die Innere Dobrudschanische Revolutionäre Organisation (bulgarisch Вътрешна добруджанска революционна организация Watreschna dobrudschanska rewoljuzionna organisazija, rumänisch Organizația Internă Revoluționară Dobrogeană) oder IDRO war eine bulgarische Organisation, die in Rumänien, speziell der Dobrudscha, von 1923 bis 1940 aktiv war. Sie wurde von Rumänien als „Terror-Organisation“ betrachtet und von Bulgarien als Freiheitsbewegung.
Die Organisation wurde 1923 unter Führung von Dotscho Michailow auf Basis der „Großen Dobrudscha-Vereinigung“ (kurz GDV, bulg. Велик добруджански събор, Welik dobrudschanski sabor) gegründet, um die rumänische Eingliederung der Süddobruscha nach dem Zweiten Balkankrieg militärisch zu bekämpfen (im Zweiten Balkankrieg griff Rumänien Bulgarien an und konnte nach dem Frieden von Bukarest 1913 die Süddobruscha annektieren). Die GDV wiederum wurde 1919 als eine bulgarische politische Organisation gegründet.
Ähnlich wie die Innere Mazedonische Revolutionäre Organisation IMRO und die Innere Thrakische Revolutionäre Organisation (ITRO) in Thrakien forderte sie die politische Autonomie der Dobrudscha unter dem Mandat des Völkerbundes, mit der Option eines späteren Anschlusses an Bulgarien. Im Vorbild zu seiner großen Bruderorganisation der IMRO, die mit dem Wahlspruch „Mazedonien für die Mazedonier“ kämpfte, wählte die IDRO den Wahlspruch „Dobrudscha für die Dobrudschaner“, um die nicht bulgarische Bevölkerung vom Kampf gegen die rumänische Regierung nicht auszuschließen.
1925 gründete sich, ähnlich wie bei der IMRO, unter Leitung der Kommunistischen Internationale und der Bulgarischen Kommunistischen Partei eine linke Splitterpartei, die sogenannte „Dobrudschanische Revolutionäre Organisation“ (bulg. Добруджанска революционна организация, Dobrudschanska rewoljuzionna organisazija).
Dieser Flügel der Organisation setzte sich ein für eine Dobrudscha-Sowjetrepublik als Bestandteil eines „Föderativen Sozialistischen Balkanstaates“ oder gar den Anschluss an die Sowjetunion. Die Teilung der IDRO hatte den Spielraum der Aktionen massiv eingeschränkt, allerdings führte sie weniger wichtige Aktionen bis 1940, als die Süddobrudscha im Vertrag von Craiova wieder an Bulgarien angeschlossen wurde.